# Cementerio de Guerra de Gaza
El Cementerio de Guerra de Gaza a menudo conocido como el cementerio de guerra británico o de la mancomunidad, es un cementerio administrado por la Comisión de Tumbas de Guerra de la Commonwealth en la vía Salah al- Din en el distrito Tuffah de la ciudad de Gaza, en Palestina. El cementerio mide 1,5 km (1 milla) en tamaño. La mayoría de los entierros en el cementerio son de soldados aliados que perdieron sus vidas en la Primera Guerra Mundial. Algunos de los 3.217 soldados británicos y de la Commonwealth están enterrados en el cementerio ; casi 800 de las tumbas carecen de identificación, y están inscritas como " Soldado de la Gran Guerra, conocido por Dios". 234 tumbas de soldados que no son de la Commonwealth también están presentes en el cementerio. Otros 210 soldados de la Commonwealth fueron enterrados en el cementerio después de su muerte en la Segunda Guerra Mundial; mientras que el período de la posguerra vio 30 sepulturas más.
Otro cementerio de la Commonwealth en Gaza se encuentra en Deir al- Balah.